# Thepchaiya Un-Nooh
Thepchaiya Un-Nooh, également connu comme F Nakhon Nayok, est un joueur professionnel de snooker de nationalité thaïlandaise, né le 18 avril 1985 à Bangkok. Il a été champion du monde amateur en 2008 à Wels (Autriche), en battant Colm Gilcreest par 11-7.
En 2016, au cours du tournoi Classique Paul Hunter, Un-Nooh, ayant réalisé un break maximum (147 points) dans la deuxième manche de son match de seizième de finale, l'opposant au Norvégien Kurt Maflin, empoche un bonus exceptionnel de 40 000 €.
En 2019, Un-Nooh remporte son premier titre classé (comptant pour le classement), lors du Snooker Shoot-Out, battant Michael Holt en finale (74 points à 0). La saison qui suit, il atteint son meilleur classement en carrière ; la 20e place.
En 2021, il devient le deuxième joueur à réaliser un break de 155 points, le maximum possible avec faute de l'adversaire, le premier étant Jamie Cope en 2005,.

## Carrière

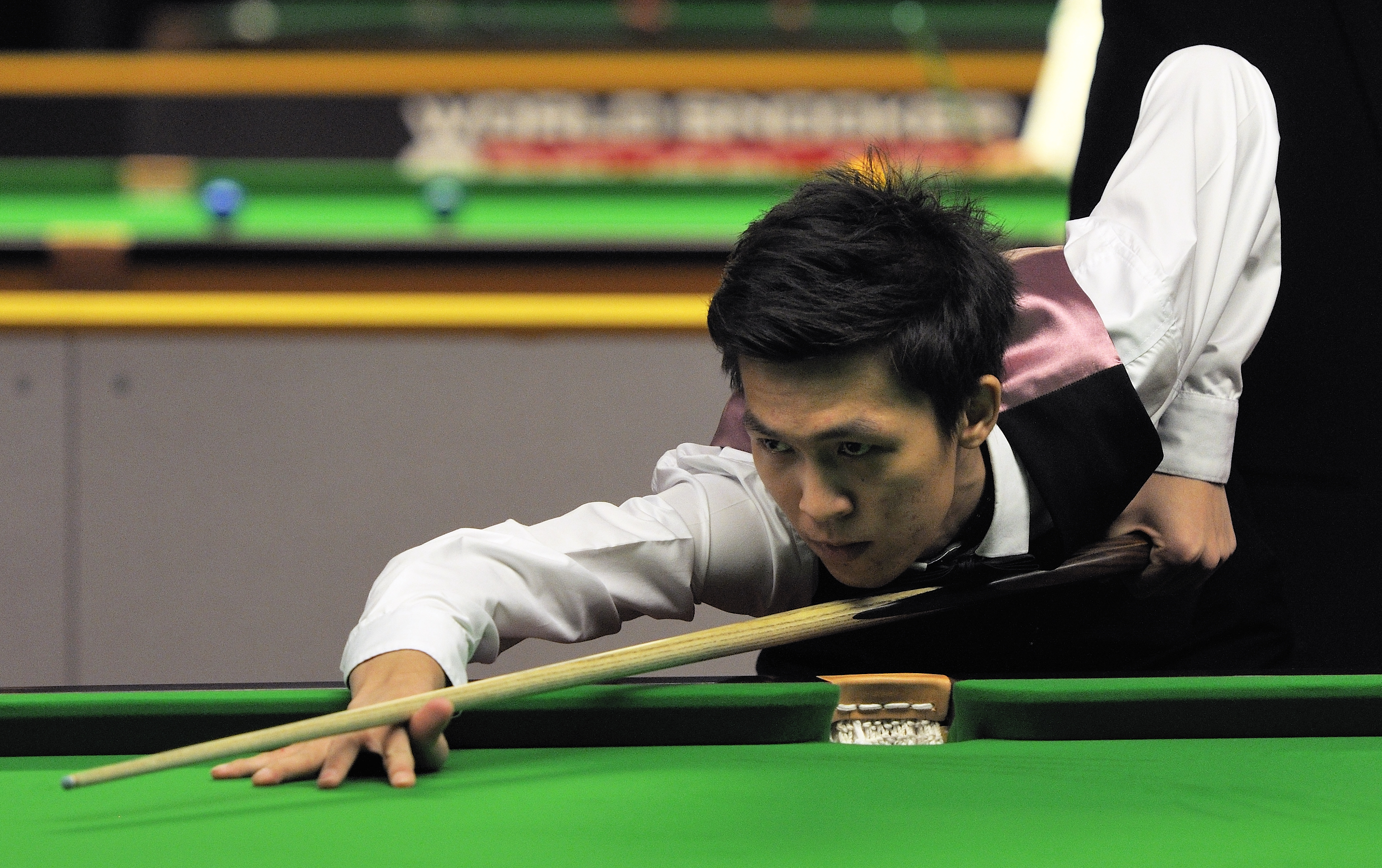
Un-Nooh en 2014.

Thepchaiya Un-Nooh devient professionnel en 2009, à la suite d'une victoire sur le championnat du monde dans la catégorie amateur. Il dispute ses premiers tournois chez les professionnels lors des premières éditions du championnat du monde de snooker à six billes rouges. Il peut jouer ses premiers tournois de classement lors de la saison 2013-2014. Malgré un manque d'expérience certain, il se qualifie régulièrement pour les tournois, se hissant même au troisième tour de l'Open mondial, battant Stephen Maguire au premier tour. La saison qui suit, Un-Nooh est demi-finaliste de l'Open d'Inde.  
Un-Nooh se révèle en 2015, remportant le championnat du monde de snooker à six billes rouges, se déroulant à Bangkok, dans sa ville natale. Il domine le Chinois Liang Wenbo en finale, sur le score de 8-2. Un-Nooh est également demi-finaliste sur le championnat international. Toujours en 2015, il est finaliste sortant de l'Open de Xuzhou, battu par Joe Perry. En 2016, il perd en quart de finale du Grand Prix mondial. La même année, il réalise son premier 147 dans une compétition officielle, lors du tournoi classique Paul Hunter, après l'avoir manqué sur la bille noire finale par deux fois : au championnat du Royaume-Uni (2015) et au championnat du monde (2016). L'année 2016 est également marquée par deux nouvelles demi-finales, lors de l'Open mondial et du tournoi classique Paul Hunter. Un-Nooh se voit donc progresser au classement, se positionnant au 33e rang.  
Au cours de la saison 2017-2018, Un-Nooh termine vice-champion du monde du jeu à six billes, battu par Mark Williams. Il fait également ses débuts au Crucible Theatre, après avoir échoué à six reprises en qualifications. Il s'incline toutefois au premier tour, contre l'Écossais John Higgins. 

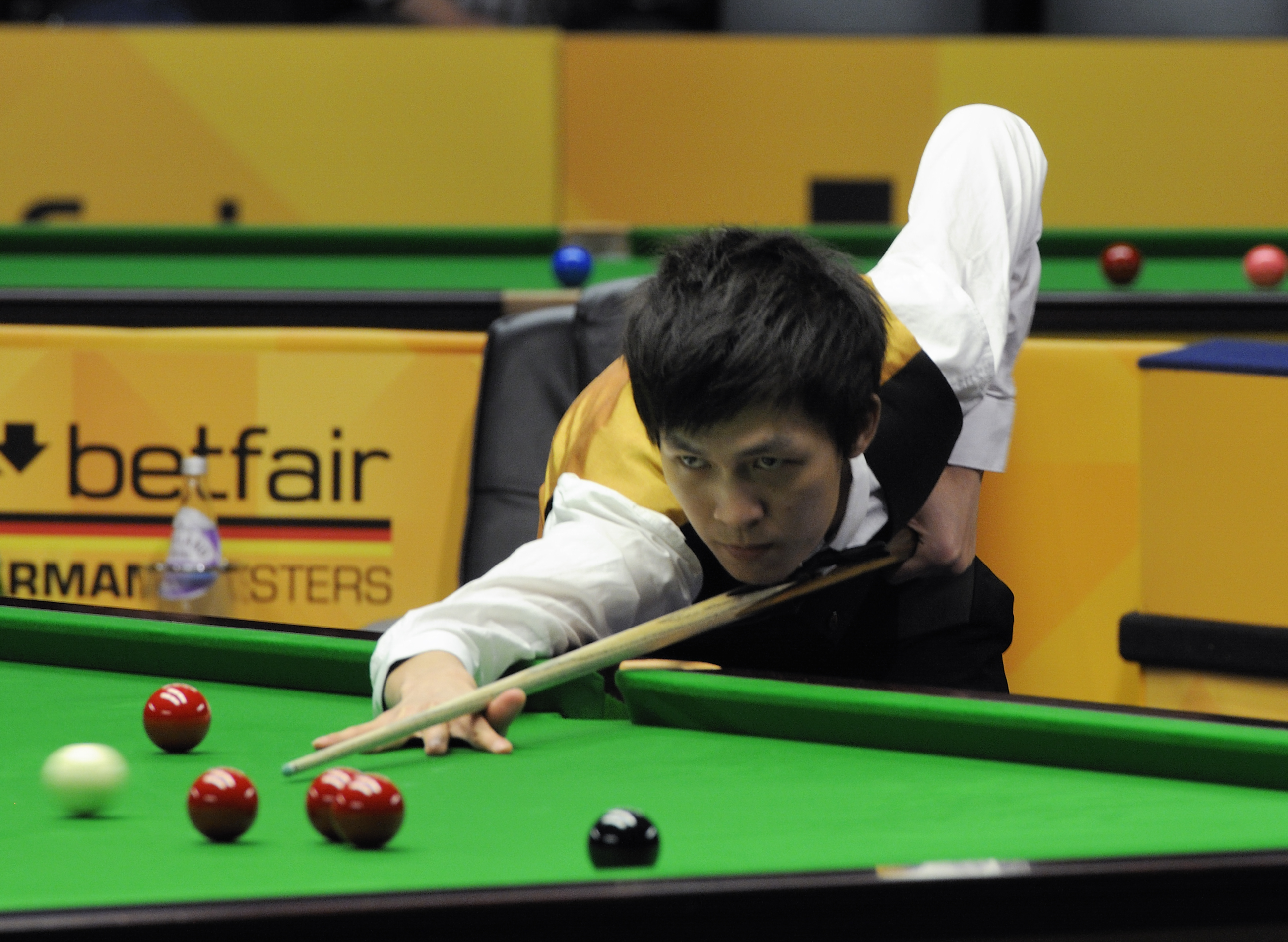
Thepchaiya Un-Nooh au Masters d'Allemagne 2013.

Le 24 février 2019, Un-Nooh remporte son premier titre classé au Snooker Shoot-Out, tournoi se jouant sur un format de temps. Il bat Jamie Clarke en demi-finale et Michael Holt en finale. En inscrivant un break de 139 points en demi-finale, Un-Nooh réalise le meilleur break de l'histoire du tournoi, toute édition confondue. Il devient également selon ses pairs « le joueur le plus rapide du circuit ». En avril 2019, il se qualifie pour la deuxième fois au championnat du monde et retrouve Judd Trump au premier tour. Après avoir été devant au score pendant une majeure partie de la rencontre, Un-Nooh finit par s'incliner à la manche décisive. Cette saison, aussi marquée par un quart de finale à l'Open d'Irlande du Nord, lui permet de se rapprocher du top 32 du classement mondial. Quelques mois plus tard, il retrouve ce même adversaire en finale de l'Open mondial, mais s'incline de nouveau. 

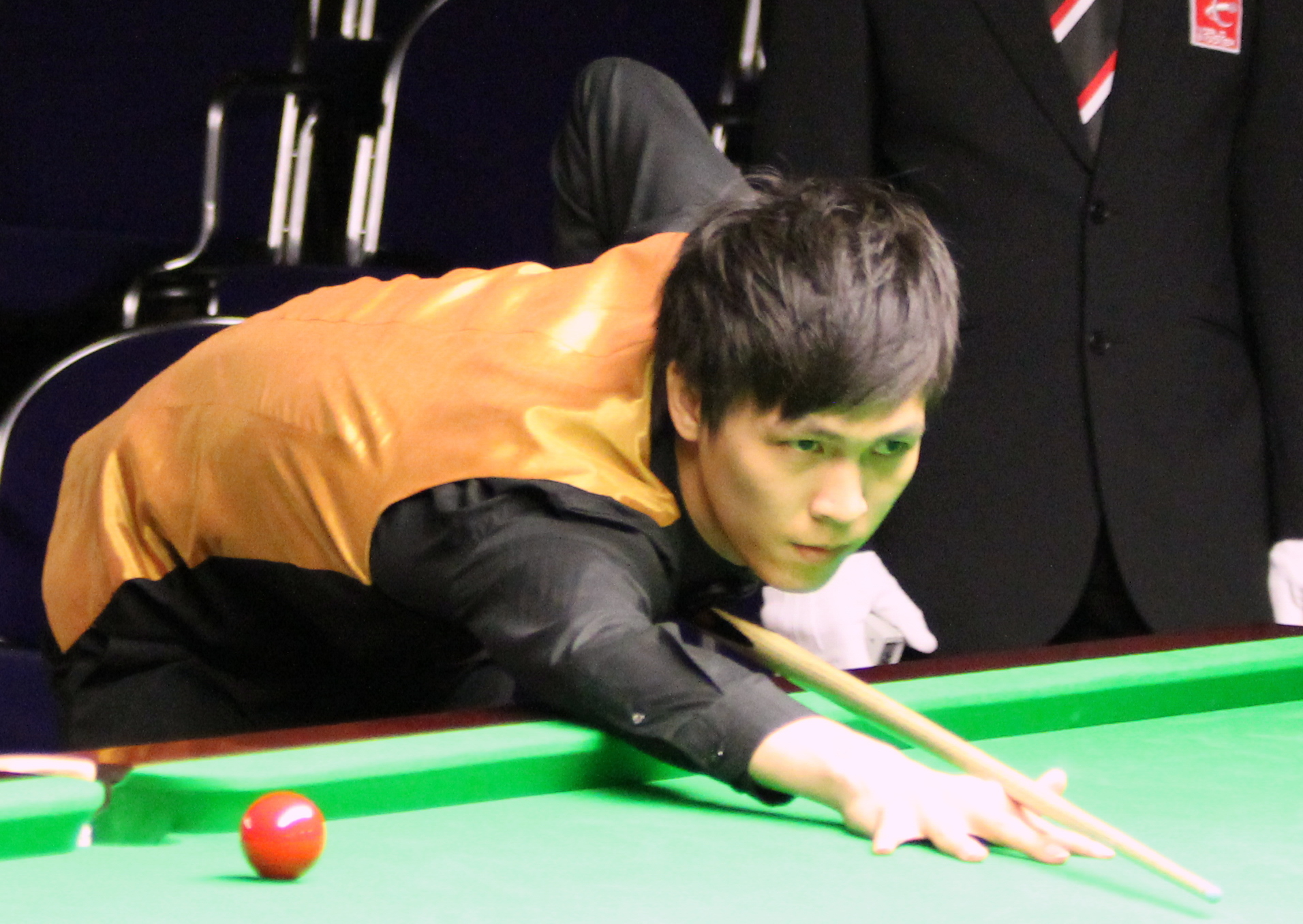
Thepchaiya Un-Nooh lors du classique Paul Hunter 2012.

Par ailleurs, la saison 2019-2020 est probablement la meilleure, jamais disputée par le joueur de Thaïlande, qui, en plus de cette finale, est victorieux de l'Open de Haining et quart de finaliste de trois autres tournois : l'Open d'Écosse, le Masters d'Europe et le champion des champions. En février 2020, Un-Nooh devient 20e mondial ; son meilleur classement jamais atteint. En avril, il se qualifie pour son troisième championnat du monde, mais subit une lourde défaite face à Ronnie O'Sullivan (10-1). Le 22 octobre 2021, il réalise le troisième 147 de sa carrière aux qualifications du Masters d'Allemagne.
Après plusieurs saisons délicates, le Thaïlandais parvient à réaliser sa première demi-finale en tournoi majeur en plus de trois ans, à l'occasion de l'Open d'Écosse. Notamment tombeur de Mark Allen et Judd Trump, il est battu par Gary Wilson, dans une demi-finale très ouverte. Confirmant son regain de forme, le Thaïlandais réussit une nouvelle bonne performance chez lui, en Thaïlande, à l'occasion du championnat du monde à six billes rouges où il rallie sa troisième finale. Comme lors de la précédente, il est cependant défait.

## Palmarès
| Légende | Catégorie                      | Titres                         | Finales                        |
|         | Tournois classés               | 1                              | 1                              |
|         | Tournois classés mineurs       | 0                              | 1                              |
|         | Tournois non classés           | 1                              | 0                              |
|         | Tournois alternatifs           | 1                              | 2                              |
|         | Tournois amateurs              | 2                              | 1                              |
| Gras    | Tournois de la triple couronne | Tournois de la triple couronne | Tournois de la triple couronne |

### Titres
| Saison    | Nom du tournoi                           | Lieu      | Finaliste      | Score | Tableau |
| 2008      | Championnat du monde amateur             | Wels      | Colm Gilcreest | 11-7  |         |
| 2008-2009 | Séries internationales Pontins           | Prestatyn | Lee Page       | 6-3   |         |
| 2015-2016 | Championnat du monde à six billes rouges | Bangkok   | Liang Wenbo    | 8-2   |         |
| 2018-2019 | Snooker Shoot-Out                        | Watford   | Michael Holt   | 1-0   | Tableau |
| 2019-2020 | Open de Haining                          | Haining   | Li Hang        | 5-3   |         |

### Finales perdues
| Saison    | Nom du tournoi                               | Lieu    | Finaliste     | Score | Tableau |
| 2007      | Championnat de Thailande amateur             |         | Supoj Saenla  | 4-5   |         |
| 2014-2015 | Open de Xuzhou                               | Xuzhou  | Joe Perry     | 1-4   | Tableau |
| 2017-2018 | Championnat du monde à six billes rouges     | Bangkok | Mark Williams | 2-8   | Tableau |
| 2019-2020 | Open mondial                                 | Yushan  | Judd Trump    | 5-10  | Tableau |
| 2022-2023 | Championnat du monde à six billes rouges (2) | Bangkok | Ding Junhui   | 6-8   | Tableau |